# CNN Heroes
CNN Heroes: An All-Star Tribute (deutsch: CNN Helden: ein Tribut) ist eine Fernsehsendung von CNN. Ziel des Programmes ist es, Menschen zu ehren, die außergewöhnliche Beiträge im Bereich der Humanitären Hilfe leisten.
Die Sendung wird moderiert von Anderson Cooper, die Sendung startete 2007. Die Sieger werden in Sendungen am Jahresende bekanntgegeben.
Im Verlauf eines Jahres können die Zuschauer Helden nominieren und für sie wählen.

## 2017 Heroes
Die Top-Ten-CNN-Helden des Jahres 2017 (in alphabetischer Reihenfolge):
- Stan Hays
- Samir Lakhani
- Jennifer Maddox
- Rosie Mashale
- Andrew Manzi
- Leslie Morissette
- Mona Patel
- Khali Sweeney
- Aaron Valencia
- Amy Wright (CNN Held des Jahres)

## 2016 Heroes
Die Top-Ten-CNN-Helden des Jahres 2016 (in alphabetischer Reihenfolge):
- Jeison Aristizábal, Kolumbien (CNN Held des Jahres)[3]
- Craig Dodson, USA
- Sherri Franklin, USA
- Brad Ludden, USA
- Luma Mufleh, USA
- Umra Omar, Kenia
- Georgie Smith, USA
- Sheldon Smith, USA
- Becca Stevens, USA
- Harry Swimmer, USA

## 2015 Heroes
Die Top-Ten-CNN-Helden des Jahres 2015 (in alphabetischer Reihenfolge):
- Bhagwati Agrawal, Inden
- Kim Carter, USA
- Maggie Doyne, USA (CNN Held des Jahres)
- Jody Farley-Berens
- Sean Gobin, USA
- Daniel Ivankovich, USA
- Richard Joyner, USA
- Monique Pool,
- Rochelle Ripley, USA
- Jim Withers, USA

## 2014 Heroes
Die Top-Ten-CNN-Helden des Jahres 2014 (in alphabetischer Reihenfolge):
- Arthur Bloom, USA
- Jon Burns, England
- Pen Farthing, England (CNN Held des Jahres)
- Elimelech Goldberg, USA
- Leela Hazzah, Kenia
- Patricia Kelly, USA
- Annette March-Grier, USA
- Ned Norton, USA
- Juan Pablo Romero Fuentes, Guatemala
- Dr. Wendy Ross, USA

## Helden 2013
Die Top-Ten-CNN-Helden des Jahres 2013 (in alphabetischer Reihenfolge):
- Dale Beatty, Mitbegründer von Purple Heart Homes
- George Bwelle
- Robin Emmons
- Danielle Gletow, Gründer von One Simple Wish
- Tawanda Jones
- Richard Nares
- Kakenya Ntaiya
- Chad Pregracke (CNN Held des Jahres)
- Estella Pyfrom, Erfinderin von „Estalla's Brilliant Bus“
- Laura Stachel

## Helden 2012
Die Top-Ten-CNN-Helden des Jahres 2012 (in alphabetischer Reihenfolge):
| Name                  | Herkunft             | Projekt                                                 |
| --------------------- | -------------------- | ------------------------------------------------------- |
| Pushpa Basnet         | Kathmandu, Nepal     | 2012 CNN Hero of the year                               |
| Wanda Butts           | Ohio, USA            |                                                         |
| Mary Cortani          | Kalifornien, USA     |                                                         |
| Catalina Escobar      | Cartagena, Kolumbien |                                                         |
| Razia Jan             | Afghanistan          | gemeinsam mit einer Organisation aus Massachusetts, USA |
| Thulani Madondo       | Kliptown, Südafrika  |                                                         |
| Leo McCarthy          | Montana, USA         |                                                         |
| Connie Siskowski      | New Jersey, USA      |                                                         |
| Scott Strode          | Colorado, USA        |                                                         |
| Malya Villard-Appolon | Kofaviv, Haiti       |                                                         |

## Helden 2011
Die Top-Ten-CNN-Helden des Jahres 2011 (in alphabetischer Reihenfolge):
| Name              | Herkunft            | Projekt |
| ----------------- | ------------------- | --- |
| Eddi Canales      | Texas, USA          | |
| Taryn Davis       | North Carolina, USA | Gründete 2007 das American Widow Project (AWP) (Projekt für amerikanische Witwen), um die Witwen der US-amerikanischen Gefallenen zu unterstützen. |
| Sal Dimiceli      | Wisconsin, USA      | Schreiber der Kolumne The Time is Now to Help (Jetzt ist die Zeit zu helfen), die in den Lake Geneva Regional News erscheint. Dimiceli unterstützt in Not geratene Familien, in dem er ihre Kühlschränke füllt, ihre offenen Gas-, Wasser- oder Stromrechnungen zahlt, und der Familie einen Finanzberater vermittelt, der die Familie unterstützen soll, finanzielle Schwierigkeiten in Zukunft zu vermeiden. |
| Derreck Kayongo   | Atlanta, USA        | Global Soap Project (Weltweites Seifen Projekt) verteilt nicht vollständig genutzte Seifen von Hotels an Bedürftige, um so deren Lebensqualität zu verbessern. Seit 2009 konnten 150.000 Seifenstücke an Gemeinden in zehn Ländern verteilt werden. |
| Diane Latiker     | Chicago, USA        | |
| Robin Lim         | Bali, Indonesien    | CNN Held des Jahres 2011 Gründerin der Yayasan Bumi Sehat (Stiftung Gesunde Mutter Erde) Kliniken, die seit 2003 Schwangere und Gebärdende kostenlos medizinisch versorgen und so versuchen, Indonesiens hohe Mütter- und Säuglingssterblichkeit zu bekämpfen. |
| Patrice Millet    | Haiti               | |
| Bruno Serato      | Kalifornien, USA    | |
| Richard St. Denis | Mexiko              | Verteilt mit World Access Project (Welt Zugangs Projekt) seit 2008 Hunderte von Rollstühlen und Mobilitätshilfen an behinderte Menschen im ländlichen Mexiko. |
| Amy Stokes        | Südafrika           | |

## Helden 2010
Die Top-Ten CNN Helden des Jahres 2010 (in alphabetischer Reihenfolge):
| Name                        | Herkunft         | Projekt |
| --------------------------- | ---------------- | --- |
| Guadalupe Arizpe De La Vega | Juarez, Mexiko   | |
| Susan Burton                | Kalifornien, USA | |
| Linda Fondren               | Mississippi, USA | |
| Anuradha Koirala            | Kathmandu, Nepal | CNN Held des Jahres 2010 Gründerin und Leiterin der nepalesischen Non-Profit-Organisation Maiti Nepal (Mutters Heim). Die Organisation hilft Opfern von „Sex Trafficking“ (Menschenhandel und Sexuelle Ausbeutung). |
| Narayanan Krishnan          | Madurai, Indien  | Gründete 2003 die Organisation Akshaya Trust, die an ca. 400 Obdachlose, geistig Behinderte, Alte und Bedürftige in Madurai, Tamil Nadu Frühstück, Mittagessen und Abendessen austeilt. (Quellen:                   |
| Magnus MacFarlane-Barrow    | Schottland, UK   | Gründer der Kampagne Mary’s Meals (Marys Mahlzeit), die an Hunderten Schulen weltweit kostenlose Schulmahlzeiten zur Verfügung stellt, um den Kindern so einen Schulbesuch zu ermöglichen.                          |
| Harmon Parker               | Kenia, Afrika    | |
| Aki Ra                      | Kambodscha       | |
| Evans Wadongo               | Kenia, Afrika    | |
| Dan Wallrath                | Texas, USA       | |

Geehrt wurden außerdem 33 chilenische Bergarbeiter, die das Grubenunglück von San José überlebt hatten.

## Helden 2009
Die Top-Ten CNN Helden des Jahres 2009 (in alphabetischer Reihenfolge):
| Name              | Herkunft                       | Projekt |
| ----------------- | ------------------------------ | --- |
| Jorge Muñoz       | New York, USA                  | Gründer der Organisation An Angel in Queens (Ein Engel in Queens), die seit Sommer 2004 in Queens (New York, USA) kostenlose Mahlzeiten verteilt. (Quelle:) |
| Jordan Thomas     | Tennessee, USA                 | |
| Budi Soehardi     | Kupang, Indonesien             | |
| Betty Makoni      | London, Vereinigtes Königreich | Das von ihr gegründete Girl Child Network (Mädchen Netzwerk) kümmert sich um junge Opfer sexueller Gewalt in Simbabwe und konnte bisher mehr als 35.000 Mädchen helfen. (Quellen: ) |
| Doc Hendley       | North Carolina, USA            | Gründer der gemeinnützigen Organisation Wine to Water (Wein zu Wasser), die Menschen weltweit mit sauberem Wasser und sanitären Einrichtungen versorgt. |
| Efren Peñaflorida | Cavite City, Philippinen       | CNN Held des Jahres 2009 Gründer und Leiter der Organisation Dynamic Teen Company, die den philippinischen Jugendlichen eine Alternative zu Straßengangs bieten möchte. Neben diversen Projekten wurde die „pushcart school“ (Karren Schule) ins Leben gerufen. Karren werden mit Tischen, Stühlen, Büchern und Stiften etc. beladen und an die Orte gefahren, an denen Jugendliche normalerweise keinen Zugang zu Schulbildung haben, z. B. auf Müllkippen, wo sie samstags und in den Sommerferien von Freiwilligen unterrichtet werden. (Quellen:) |
| Derrick Tabb      | Louisiana, USA                 | |
| Roy Foster        | Florida, USA                   | |
| Andrea Ivory      | Florida, USA                   | |
| Brad Blauser      | Texas, USA                     | |

## Helden 2008
Die Top-Ten CNN Helden des Jahres 2008 (in alphabetischer Reihenfolge):
| Name                  | Herkunft                                        | Projekt |
| --------------------- | ----------------------------------------------- | --- |
| Tad Agoglia           | New York, USA                                   | Gründer des First Response Team of America (etwa: Amerikas Katastrophenschutzteam) die Soforthilfe in Katastrophengebieten leistet. Seit Mai 2007 hat das Team Tausenden von Opfern in zahllosen Katastrophen in den USA geholfen. |
| Yohannes Gebregeorgis | Addis Abeba, Äthiopien                          | Gründete 1998 die Organisation Ethiopia Reads (Äthiopien liest), einer Hilfsorganisation mit dem Ziel, Kinder in Äthiopien zu alphabetisieren. Seit 2003 hat die Organisation zehn kostenlose Schulbüchereien gegründet., sowie das Programm 'Mobile Esel Büchereien', das Bücher in ländliche Gegenden bringt Die Organisation publiziert außerdem Bücher für junge Leser auf Amharisch.                                                               |
| Carolyn LeCroy        | Virginia, USA                                   | |
| Anne Mahlum           | Pennsylvania, USA                               | |
| Liz McCartney         | Louisiana, USA                                  | CNN Held des Jahres 2008 Mitgründerin des im März 2006 gegründeten St. Bernhard Projects, das Häuser wiederaufbaut, die durch Hurrikan Katrina im August 2005 zerstört wurden. |
| Phymean Noun          | Ontario, USA                                    | |
| David Puckett         | Georgia, USA                                    | |
| María Ruiz            | Texas, USA                                      | |
| Marie Da Silva        | geboren in Malawi, wohnhaft in Kalifornien, USA | Gründete 2002 die Stiftung Jacaranda Foundation. Die in Malawi gelegene Jacaranda Schule bietet kostenlosen Schulunterricht nicht nur für die Grundschule, die in Malawi generell kostenfrei ist, sondern auch für die üblicherweise kostenpflichtige Weiterführende Schule. Außerdem kommt die Stiftung für die zusätzlichen Kosten der Schüler auf, wie Uniform, Hefte, Stifte, Prüfungsgebühren, und teilt täglich eine Mahlzeit an die Schüler aus. |
| Viola Vaughn          | Kaolack, Senegal                                | |

## Helden 2007
Die 18 CNN Heroes Finalisten des Jahres 2007 (in alphabetischer Reihenfolge):
| Name                   | Herkunft               | Projekt |
| ---------------------- | ---------------------- | --- |
| Florence Cassassuce    | La Paz, Mexiko         | |
| Kayla Cornale          | Ontario, USA           | |
| Irania Martinez Garcia | Guantanamo, Kuba       | |
| Pablo Fajardo          | Ekuador                | CNN Held des Jahres 2007 Selber in extremer Armut aufgewachsen, studierte er Jura dank Unterstützung der römisch-katholischen Kirche. Er war der leitende Anwalt gegen die Chevron Corporation, und vertrat tausende von Ureinwohnern in den Lago Agrio Ölfeldern, die ursprünglich von Texaco erschlossen wurden. |
| Rangina Hamidi         | Virginia, USA          | |
| Rick Hodes             | Addis Abeba, Äthiopien | |
| Lynwook Hughes         | North Carolina, USA    | |
| Dallas Jessup          | Washington, USA        | |
| Peter Kithene          | Washington, USA        | Geboren in Kenia, verlor er im Alter von 12 Jahren seine Eltern und sechs Geschwister, ohne dass diese Zugang zu ärztlicher Hilfe hatten. Daraufhin machte er es sich zum Ziel, Gesundheitsversorgung in die ländlichen Gebiete Afrikas zu bringen. 2005 gründete er die Organisation Mama Maria Kenya. Ziel ist es, den Fokus der Gesundheitsversorgung zu verändern. Wurden vorher die Bedürftigen versorgt, sollten die Bewohner nun selber die Möglichkeit haben, in ihre Zukunft zu investieren. |
| Scott Loeff            | Illinois, USA          | |
| Mark Maksimowicz       | Florida, USA           | |
| James McDowell         | New York, USA          | |
| Anne McGee             | Nevada, USA            | |
| Josh Miller            | Kalifornien, USA       | Gründete als Teenager die Resilient Youth Foundation (Organisation der belastbaren Jugend), die ein Programm entwickelte, um Schüler zu entdecken, die besondere schulische Leistungen zeigen. |
| Rosemary Nyirumbe      | Uganda                 | |
| Steve Peifer           | Kijabe, Kenia          | |
| S. Ramakrishnan        | Ayikydy, Indien        | |
| Julie Rems-Smario      | Kalifornien, USA       | |
| Scott Southworth       | USA                    | Während er als US-amerikanischer Soldat im Irak stationiert war, adoptierte er den 9-jährigen irakischen Jungen Ala'a Eddeen, der aufgrund einer Zerebralparese nicht laufen konnte, und brachte ihn mit in die USA. Im Anschluss an diesen Fall wuchs in den USA eine Bewegung, die dazu aufrief, mehr behinderte und verwaiste Irakische Kinder in die USA zu bringen. |